# Gashadokuro

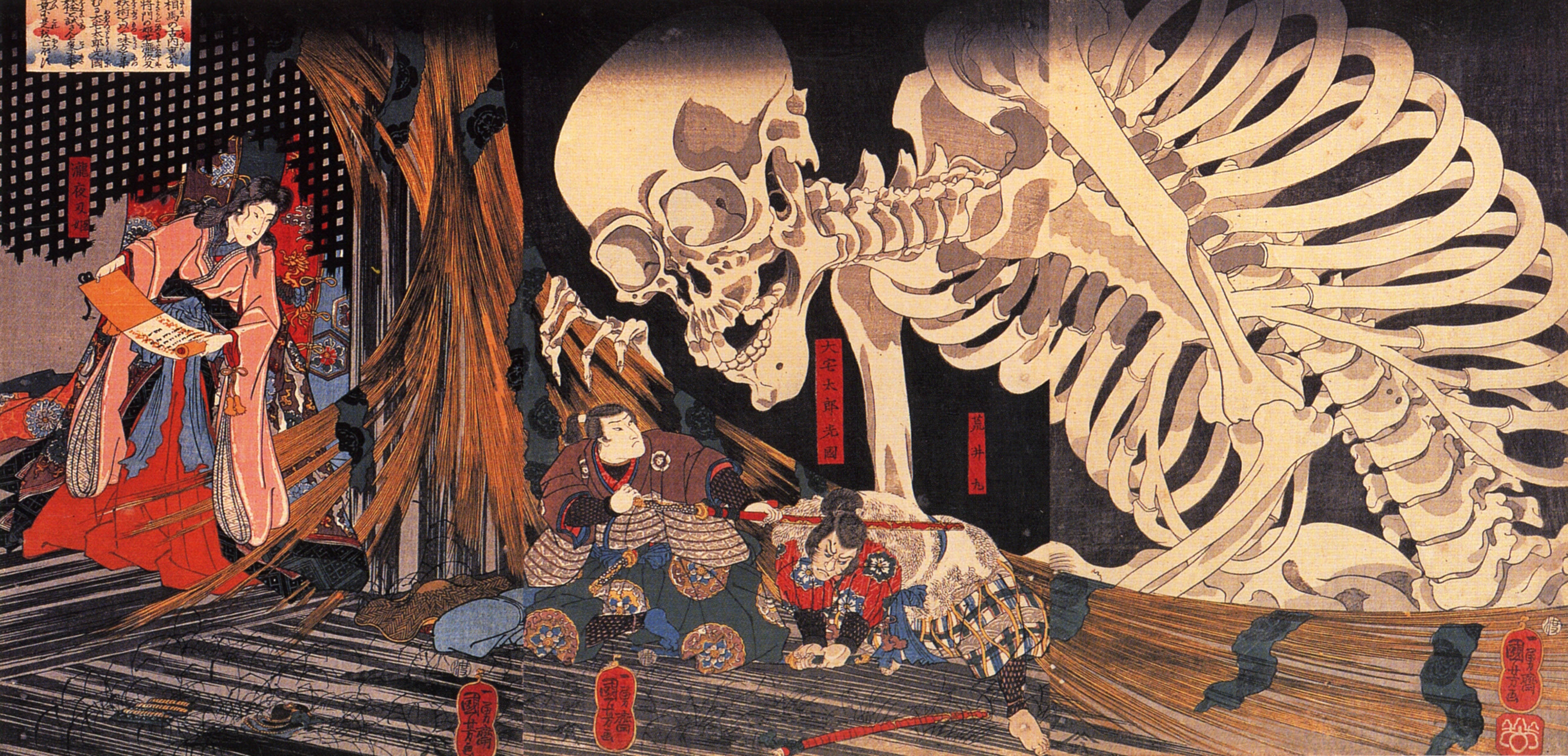
Representación japonesa de Gashadokuro.

Gashadokuro (がしゃ髑髏, literalmente "esqueleto hambriento", también conocido como Odokuro, literalmente "esqueleto gigante") son criaturas míticas en la mitología japonesa.

## Descripción
Los Gashadokuro son un tipo de yōkai, que corresponden a espíritus que toman la forma de esqueletos gigantes y son quince veces más altos que una persona promedio, supuestamente creados a partir del rencor presente en las energías espirituales residuales, o de las almas que quedaron rondando en los huesos acumulados de personas que murieron de hambre o en batalla, sin ser enterrados.
Estos yōkai deambulan después de la medianoche, agarrando a viajeros solitarios y mordiéndoles la cabeza para beber su sangre. Hay una forma de saber de su cercanía, ya que la víctima oiría el sonido de un fuerte zumbido en el oído. Se dice que los Gashadokuro poseen los poderes de invisibilidad e indestructibilidad, aunque se dice que los encantos sintoístas te protegen de ellos. La tradición nipona indica que las almas de estas personas, incapaces de trascender al plano espiritual, renacen en el mundo como fantasmas hambrientos que viven en el eterno deseo de aquello que nunca tuvieron. Para hacer parte de un Gashadokuro, una persona tiene que haber muerto con ira y dolor en su corazón, energía que permanece incluso un largo tiempo después de que su carne ha desaparecido de su cuerpo. Dicen las leyendas que en la mano derecha lleva una campanilla y que inconscientemente la va haciendo sonar, la única forma de huir de un ataque de este yōkai es escuchando la campanilla y esconderte donde no pueda verte.

## En la cultura moderna
El Gashadokuro es un yōkai que apareció por primera vez en forma impresa en la segunda mitad del siglo XX. Fue creado por los autores de las revistas shonen publicadas desde 1960–1970 e ilustró enciclopedias yōkai. El extraño thriller de Shigeaki Yamauchi, Obras completas 2: Monstruos del mundo (Akita Shoten, 1968) compiló artículos sobre yōkai de Saitō Ryokuu. Al mismo tiempo, también fue recogido por Shigeru Mizuki y Satō Aribumi, y desde su introducción, el Gashadokuro se hizo más conocido desde 1980 en adelante.
La ilustración en la Enciclopedia ilustrada del japonés Yōkai (1972) de Arabumi y la ilustración de Mizuki basan la aparición del Gashadokuro en el esqueleto gigante en la impresión de ukiyo-e de Utagawa Kuniyoshi, la Bruja Takiyasha y el Espectro del Esqueleto. No tiene conexión directa con el Gashadokuro, pero se dice que influyó en las representaciones modernas. La impresión de Kuniyoshi fue encargada en el período Edo por Santō Kyōden para un yomihon, que representa una escena en la que la hija de Taira no Masakado, Takiyasha-hime, convoca a un esqueleto yōkai para atacar al samurai Ooya Tarou Mitsukuni. Aunque originalmente se describió como muchos esqueletos de tamaño natural, Kuniyoshi lo describió como un único esqueleto gigante, como es característico de su trabajo.
También hay un artículo pseudocientífico en la página del universo ficticio de relatos de terror y misterio conocido como La Fundación SCP que lo designa como SCP-2963.